# Rejon nurłacki
Rejon nurłacki (ros. Нурлатский район, tatar. Nurlat Rayonı) - rejon w należącej do Rosji autonomicznej republice Tatarstanu.
Rejon leży w 
południowej
części kraju i ma powierzchnię 2293,8 km²; zamieszkuje go 57 669 osób (2018).
Ośrodkiem administracyjnym rejonu jest miasto Nurłat, które jednak nie wchodzi w skład rejonu, stanowiąc miasto wydzielone. Na terenie tej jednostki podziału terytorialnego znajduje się 25 wsi.